# (4752) Myron
(4752) Myron est un astéroïde de la ceinture principale.

## Description
(4752) Myron est un astéroïde de la ceinture principale. Il fut découvert par Cornelis Johannes van Houten et Tom Gehrels le 29 septembre 1973 à l'observatoire Palomar. Il présente une orbite caractérisée par un demi-grand axe de 3,08 UA, une excentricité de 0,167 et une inclinaison de 2,03° par rapport à l'écliptique.
Il fut nommé en hommage à Myron (sculpteur), né à Éleuthères en Attique, dans la première moitié du ve siècle av. J.-C., qui est l'un des plus célèbres sculpteurs grecs. Il est l'auteur de nombreuses statues d'athlètes, la plus connue étant le Discobole.

## Compléments